# Plazmodezme
Plazmodezme su mali kanali, veze između biljnih ćelija kojima se ostvaruje njihov morfološki i metabolički kontakt.
U samoj opni za zatvaranje nalaze se tzv. primarna polja jamica, odnosno na tim mestima ona je sitasto izbušena i kroz te otvore prolaze fine plazmatične niti, koje se zovu plazmodezme. Na taj način, zahvaljujući plazmodezmama, sve ćelije, uprkos ćelijskim zidovima koji ih razdvajaju, predstavljaju plazmatičnu celinu.
Iz snimka elektronskog mikroskopa može se videti da su plazmodezme često prožete izdancima endoplazmatičnog retikuluma, tako da su cisterne retikuluma susednih ćelija verovatno delimično u otvorenom kontaktu. Plazmodezme mogu prožimati ćelijske zidove i izvan opni za zatvaranje jamica.

## Broj plazmodezmi
Broj plazmodezmi koje povezuju susedne ćelije može biti veoma veliki. Jedna jedina ćelija tvornog tkiva lukovice crnog luka povezana je sa susednim ćelijama sa 10000 do 20000 plazmatičnih niti, odnosno plazmodezmi.
Međutim, nisu samo mlade meristemske (tvorne) ćelije povezane plazmodezmama. I zidovvi svih odraslih ćelija prožeti su hiljadama najfinijih protoplazmatičnih niti. To se lepo može videti ako protoplaste plazmolizom odvojimo od ćelijskog zida i tu pojavu posmatramo kroz mikroskop u tamnom vidnom polju. Tada se kod mnogih objekata može neposredno posmatrati kako je protoplast na mnogim mestima povezan sa ćelijkim zidom, tako da na kraju izgleda kao da je sakupljeni protoplast obešen na mreži najfinijih plazmatičnih niti.
Protoplasti pojedinih ćelija, na taj način, stvaraju povezanu živu celinu - simplast.

## Ektodezme
Posle specijalnih metoda fiksiranja mogu se u spoljnim zidovima ćelija epidermisa mnogih biljaka pojaviti lokalni talozi koji pod mikroskopom podsećaju na plazmodezme, te su označeni kao ektodezme.
Međutim, pokazalo se da ektodezme nisu plazmatične prirode, već da se radi o afektu, koji je rezultat različitog prodiranja sredstava za fiksiranje u kutikuli na pojedinim mestima. Ovaj podatak o lokalnoj poroznosti kutikule mogao bi imaati značaj za prodiranje vode i hranljivih materija u list (folijarna ishrana).

## Spoljašnje veze
Maule, A. J. (2008). „Plasmodesmata: structure, function and biogenesis”. Current Opinion in Plant Biology. 11 (6): 680—686. Bibcode:2008COPB...11..680M. PMID 18824402. doi:10.1016/j.pbi.2008.08.002.
Maule, A. J. (2008). „Plasmodesmata”. Current Opinion in Plant Biology. 11 (6): 680—686. Bibcode:2008COPB...11..680M. PMID 18824402. doi:10.1016/j.pbi.2008.08.002.